# Tia âm cực

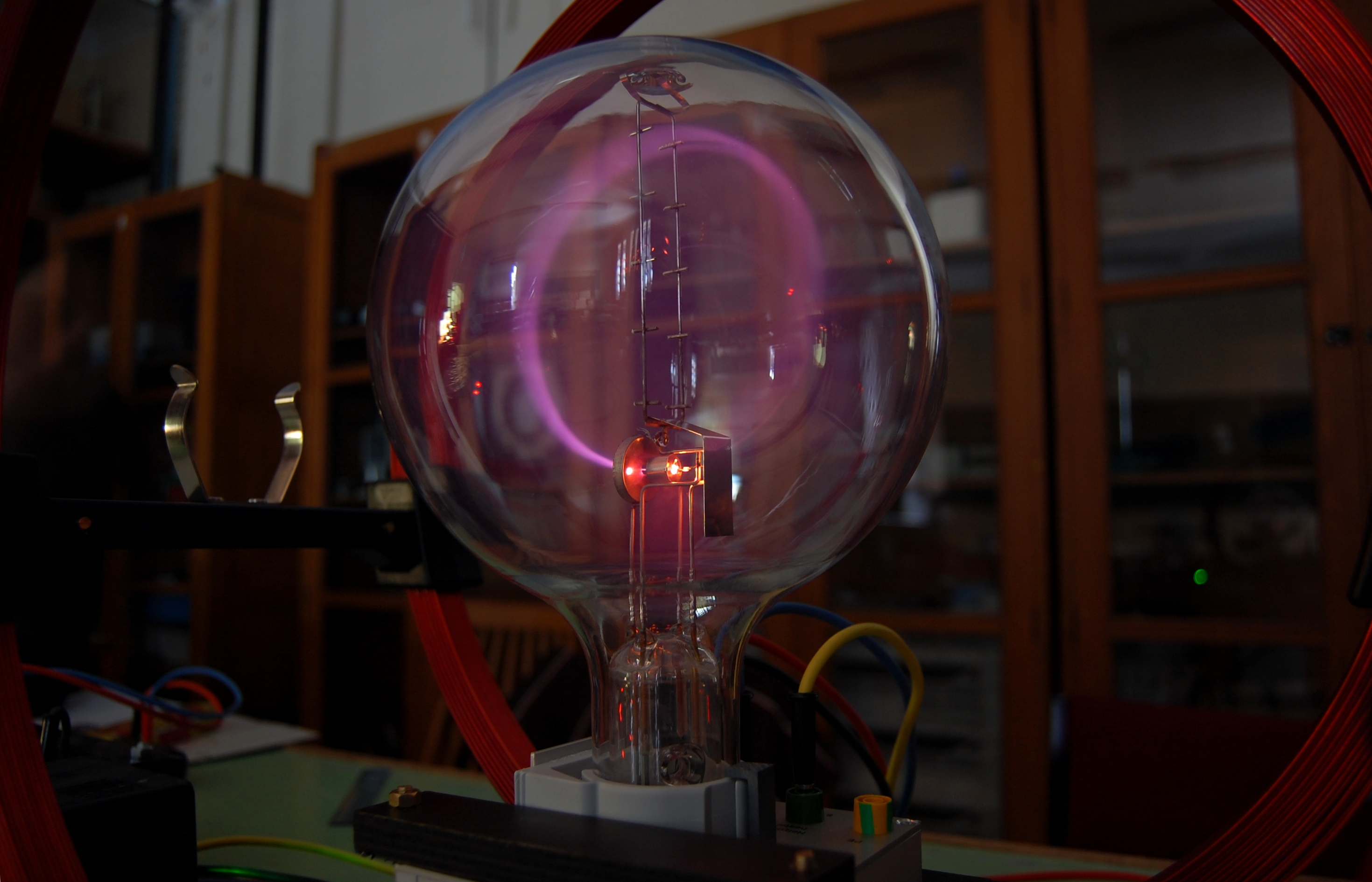
Một chùm tia âm cực tạo thành một hình tròn trong từ trường. Các tia âm cực thường không nhìn thấy được, nhưng trong ống này có đủ lượng khí dư để các nguyên tử khí phát sáng "quỳnh quang" do va chạm bởi dòng electron chuyển động nhanh.

Tia âm cực là dòng electron "plasma" di chuyển trong các ống chân không. Nếu một ống kính chân không được trang bị với hai điện cực và dưới một mức điện áp nhất định, tia âm cực di chuyển từ cực âm sang cực dương, do các hạt electron phát ra từ và đi vuông góc với cực âm (điện cực kết nối với cực âm của thiết bị cấp điện áp). Trên đường đi của tia âm cực nếu đặt một chong chóng nhẹ thì chong chóng quay, chứng tỏ tia âm cực là chùm hạt vật chất có khối lượng và chuyển động với vận tốc rất lớn.
Khi cho tia âm cực đi vào giữa hai bản điện cực mang điện tích trái dấu, tia âm cực lệch về phía cực dương, chứng tỏ tia âm cực là chùm hạt mang điện tích âm.
Tia âm cực được nhà vật lý Đức Johann Hittorf quan sát thấy lần đầu vào năm 1869, và được đặt tên vào năm 1876 bởi Eugen Goldstein kathodenstrahlen, hay tia âm cực.Electron lần đầu tiên được phát hiện là các thành phần của tia âm cực. Năm 1897 nhà vật lý người Anh J.J. Thomson đã chỉ ra rằng các tia này được tạo ra bởi một loại hạt mang điện tích âm trước đó chưa được biết trước đó, sau này được đặt tên là electron.  Các ống tia âm cực (CRT) sử dụng chùm electron tập trung bị lệch bởi điện trường hoặc từ trường để tạo ra hình ảnh trên màn hình tivi.

## Đặc điểm
Tia âm cực được đặt tên như vậy vì chúng được phát ra bởi điện cực âm, hay catốt, trong một ống chân không. Để giải phóng electron vào ống, trước tiên chúng phải được tách ra khỏi các nguyên tử của cực âm. Trong các ống chân không catốt lạnh đầu tiên, được gọi là ống Crookes, điều này được thực hiện bằng cách sử dụng điện thế cao hàng ngàn volt giữa cực dương và cực âm để ion hóa các nguyên tử khí còn lại trong ống. Các ion dương được gia tốc bởi điện trường về phía cực âm, và khi chúng va chạm với nó, chúng đánh bật các electron ra nếu bề mặt của nó; đây là những tia cực âm. Ống chân không hiện đại sử dụng phát xạ nhiệt, trong đó cực âm được làm bằng dây tóc mỏng được đốt nóng bởi một dòng điện riêng biệt đi qua nó. Chuyển động nhiệt ngẫu nhiên tăng lên của dây tóc đẩy các electron ra khỏi bề mặt dây tóc, vào không gian chân không của ống.
Vì các electron có điện tích âm, chúng bị đẩy lại bởi cực âm và bị hút về cực dương. Họ đi theo đường thẳng qua ống rỗng. Điện áp đặt giữa các điện cực làm tăng tốc các hạt có khối lượng thấp này tăng lên vận tốc cao. Tia âm cực vô hình, nhưng sự hiện diện của chúng lần đầu tiên được phát hiện trong các ống chân không ban đầu khi chúng va vào thành kính của ống, kích thích các nguyên tử của thủy tinh và khiến chúng phát ra ánh sáng, phát sáng gọi là huỳnh quang. Các nhà nghiên cứu nhận thấy rằng các vật thể được đặt trong ống ở phía trước cực âm có thể tạo bóng trên bức tường phát sáng và nhận ra rằng một thứ gì đó phải đi theo đường thẳng từ cực âm. Sau khi các electron đến cực dương, chúng đi qua dây cực dương đến nguồn điện và trở lại cực âm, vì vậy các tia cực âm mang dòng điện qua ống.
Dòng điện trong chùm tia âm cực qua ống chân không có thể được điều khiển bằng cách cho nó đi qua một màn hình kim loại của dây (lưới) giữa cực âm và cực dương, được đặt một điện áp âm nhỏ. Điện trường của dây dẫn làm lệch hướng một số electron, ngăn chúng tiếp cận cực dương. Lượng dòng điện đi qua cực dương phụ thuộc vào điện áp trên lưới. Do đó, một điện áp nhỏ trên lưới có thể được tạo ra để điều khiển điện áp lớn hơn nhiều trên cực dương. Đây là nguyên tắc được sử dụng trong các ống chân không để khuếch đại tín hiệu điện. Các triôt ống chân không phát triển từ năm 1907 đến năm 1914 là các thiết bị điện tử đầu tiên có thể khuếch đại, và vẫn còn được sử dụng trong một số ứng dụng như máy phát vô tuyến điện. Các chùm tia catốt tốc độ cao cũng có thể được điều khiển và điều khiển bằng các điện trường được tạo ra bởi các tấm kim loại bổ sung trong ống được đặt điện áp, hoặc từ trường được tạo ra bởi các cuộn dây (nam châm điện). Chúng được sử dụng trong các ống tia âm cực  được tìm thấy trong TV và màn hình máy tính, và trong kính hiển vi điện tử.

## Lịch sử
Sau phát minh năm 1654 về máy bơm chân không của Otto von Guericke, các nhà vật lý bắt đầu thử nghiệm truyền điện cao áp qua khí loãng. Năm 1705, người ta đã lưu ý rằng tia lửa điện của máy phát tĩnh điện di chuyển một khoảng cách dài hơn qua áp suất không khí thấp hơn là qua áp suất khí quyển.

### Ống chân không
Năm 1838, Michael Faraday đặt một điện áp cao giữa hai điện cực kim loại ở hai đầu của một ống thủy tinh đã được sơ tán một phần không khí và nhận thấy một vòng cung ánh sáng kỳ lạ bắt đầu ở cực âm (điện cực dương) và đầu của nó nằm ở cực dương (điện cực âm). Vào năm 1857, nhà vật lý và thợ thổi thủy tinh người Đức Heinrich Geissler đã hút không khí ra nhiều hơn bằng một máy bơm cải tiến, đến áp suất khoảng 10 3 atm và thấy rằng, thay vì một vòng cung, một ánh sáng lấp đầy ống. Điện áp đặt giữa hai điện cực của các ống, được tạo ra bởi một cuộn dây cảm ứng, nằm ở giữa một vài kV và 100 kV. Chúng được gọi là ống Geissler, tương tự như các dấu hiệu về ánh sáng neon ngày nay.
Các ống Geissler có đủ không khí trong đó mà các electron chỉ có thể di chuyển một quãng đường nhỏ trước khi va chạm với một nguyên tử. Các electron trong các ống này chuyển động trong một quá trình khuếch tán chậm, không bao giờ đạt được tốc độ lớn, vì vậy các ống này không tạo ra tia âm cực. Thay vào đó, họ tạo ra một luồng phát sáng đầy màu sắc (như trong ánh sáng neon hiện đại), gây ra khi các electron tấn công các nguyên tử khí, kích thích các electron quỹ đạo của chúng lên mức năng lượng cao hơn. Các electron giải phóng năng lượng này dưới dạng ánh sáng. Quá trình này được gọi là huỳnh quang. 

## Ứng dụng
Tia âm cực đã được ứng dụng trong ti vi, thiết bị phát tia X, diode bán dẫn điện tử, thiết bị khuếch đại điện tử.